# Југославија на Летњим олимпијским играма 1920.

Југославија је учествовала на Летњим олимпијским играма одржаним 1920. године у Антверпену, Белгија. Ово је било прво учећше Југославије на олимпијским играма. Југославија је учествовала на свим следећим олимпијским играма све до свог распада, као државе.
Из Југославије је на овим олимпијским играма учествовало укупно седамнаест такмичара у једном једином спорту, фудбалу. На овој Олимпијади Југославија није освојила ниједну медаљу.

## Фудбал
Југославија је учествовала на олимпијском фудбалском турниру по први пут и изгубила је обе своје утакмице. Репрезентација Југославије је на игре отишла са 17 играча.
| Драгутин Врђука Голман | Вјекослав Жупанчић Одбрана | Јарослав Шифер Одбрана    | Станко Тавчар Одбрана     | Славин Циндрић Нападач     |
| Рудолф Рупец Одбрана   | Драгутин Враговић Одбрана  | Артур Дубравчић Везни ред | Емил Першка Нападач       | Иван Гранец Везни, Нападач |
| Јован Ружић О, В, Н    | Бранимир Поробић Одбрана   | Јосип Шолц Одбрана        | Никола Симић Нападач      | Андрија Којић Нападач      |
|                        | Јован Појић                | Бранко Јопантевић         | др Вељко Угринић Селектор |                            |

## Прво коло
| 28. август 1920. 12:00 |           |             |
| Чехословачка           | 7:0 (3:0) | Југославија |

## Утешно прво коло
| 2. септембар 1920. |           |             |
| Египат             | 4:2 (2:1) | Југославија |

На крају такмичења репрезентација Југославије је заузела 14 позицију.

## Апољашње везе
- Званични извештај са Олимпијских игара Архивирано на веб-сајту  (4. фебруар 2012)
- База података ИОКа